# 1775 в Україні

## Події
- 7 травня — Австрія та Османська імперія уклали договір у Константинополі, відповідно до якого Буковина передавалась Австрії.
- 15 червня — Російське військо зруйнувало Запорізьку (Підпільненську) Січ.
- Галицький становий сейм
- Азовська губернія

## Особи

### Народились
- 11 березня Анастасевич Василь Григорович (1775—1845) — вітчизняний бібліограф, письменник і перекладач, видавець.
- 10 липня Прокопович Петро Іванович (1775—1850) — український бджоляр, основоположник раціонального рамкового бджільництва.
- 12 листопада Михайло Каченовський (1775—1842) — історик та літературний критик. Доктор філософії та мистецтв (1806), професор (1810). Ректор Імператорського Московського університету (1837—1842).
- 28 грудня Бутков Петро Григорович (1775—1875) — російський історик, академік Петербурзької АН (з 1841).
- Станевич Євстафій Іванович (1775—1835) — письменник та філософ часів Російської імперії, директор училищ в Курській губернії.

### Померли
- 14 вересня Санґушко Януш Олександр (1712—1775) — 7-й Острозький ординат, маршалок надвірний литовський (1750—1760), мечник великий литовський від 1735.
- 1 грудня Йосиф Тимошович (20-ті роки XVIII століття — 1775) — український релігійний діяч в добу Гетьманщини, уповноважений Києво-Печерської лаври в Москві. Архімандрит монастирів на Московщині.
- Афендик Давид Степанович (1717—1775) — український державний діяч доби Гетьманщини. Сотник Баришівської сотні, бунчуковий товариш.

## Засновані, створені
- Кривий Ріг
- Церква Святої Параскеви Сербської (Немія)
- Воскресенський храм (Боромля)
- одеський Куяльницький цвинтар
- Богданівка (Доманівський район)
- Васильківка
- Весела Гора (Слов'яносербський район)
- В'язівок (Павлоградський район)
- Головківка (Чигиринський район)
- Гришківці
- Гур'ївка
- Доніно-Кам'янка
- Зелений Гай (Знам'янський район)
- Зуївка
- Конельська Попівка
- Красний Кут (смт)
- Криштопівка (Близнюківський район)
- Леб'яже (Красноградський район)
- Малокатеринівка
- Нагольно-Тарасівка
- Пащенівка (Коломацький район)
- Петропавлівка (Петропавлівський район)
- Писарівка (Синельниківський район)
- Покровське (Нікопольський район)
- Ребрикове (Антрацитівський район)
- Тернівка (місто)
- Циркуни
- Заліщицький округ
- Церква Святого Миколая (Уїзд)

## Зникли, скасовані
- Полтавський полк Війська Запорозького
- Барвінківська паланка
- Інгульська паланка
- Орільська паланка
- Протовчанська паланка